# Evangelische Stadtkirche Bad Wildbad

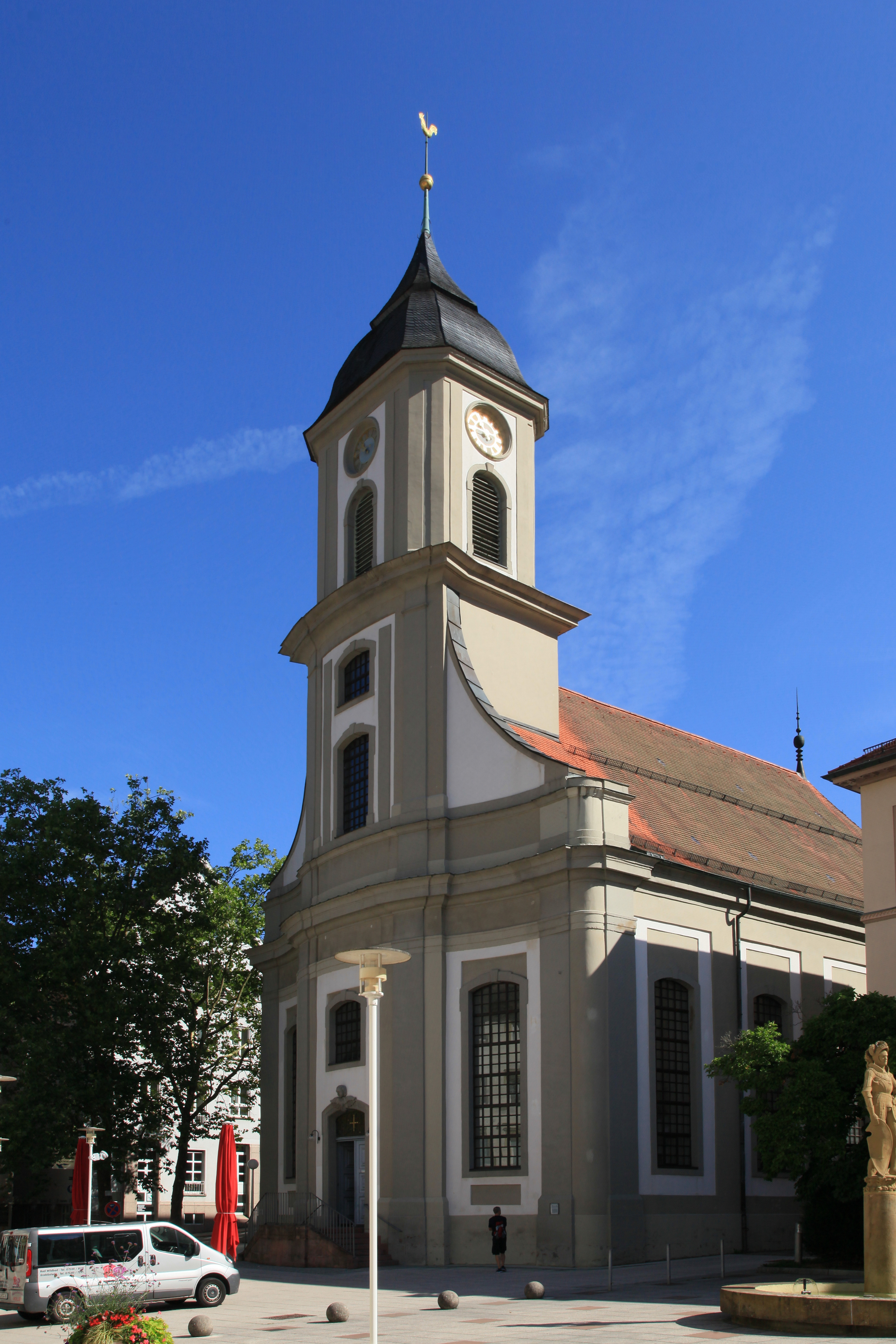
Evangelische Stadtkirche

Die Evangelische Stadtkirche ist die evangelische Kirche von Bad Wildbad in Baden-Württemberg. Sie steht am Kurplatz in unmittelbarer Nachbarschaft zum Palais Thermal.

## Geschichte

### Vorgeschichte
Im Jahr 1350 wird in einer Urkunde erstmals eine Kaplanei in Wildbad erwähnt, die zusammen mit Calmbach und Höfen an der Enz eine Filiale von Liebenzell war. Im Jahr 1367 wird ein St. Leonhards Käppelin erwähnt. 1424 wurde in Wildbad eine Pfarrei errichtet. Ab dem 15. Jahrhundert sind in Wildbad zwei Kirchen nachgewiesen: Mitten im Ort befand sich die dem hl. Sebastian geweihte, herrschaftliche Kirche (Obere Stadtkirche genannt), in der Vorstadt stand zwischen 1438 und 1844 die spätgotische, der Jungfrau Maria geweihte Vorstadtkirche (Untere Kirche genannt). Nachdem Herzog Ulrich von Württemberg die Reformation eingeführt hatte, war Jakob Bock ab dem Jahr 1545 der erste evangelische Pfarrer von Wildbad. Zwischen 1566 und 1836 war Wildbad Sitz eines Dekanats. Der 1798 in Wildbad geborene Ludwig Hofacker gilt als bedeutendster Theologe des Ortes. Er wirkte als Pfarrer und pietistischer Prediger. 1623–1628 wurde die Stadtkirche von Heinrich Schickhardt erweitert. Vom Vorgängerbau übernahm er Nordwandreste und den Chorbogen, errichtete daraus einen langgestreckten einschiffigen Bau mit einem Schiff, das nur geringfügig länger war als der geräumige Chor mit 3/8-Schluss. Durch die Platzierung der Kanzel rechts am Chorbogen und der Herrschaftsempore gegenüber sowie die Ausrichtung der Erdgeschoss-Bestuhlung von drei Seiten (Schiff, Langseite gegenüber der Kanzel und Chor) auf die Kanzel ergab sich ein Querkirchen-Konzept in Fortführung des 1544 in Sachsen (Torgau) und 1562 in Württemberg (Schlosskirche im Stuttgarter Alten Schloss) begonnenen neuen protestantischen Kirchenbaus, den Heinrich Schickhardt mehrfach praktizierte (Saint-Martin in Mömpelgard, Stadtkirche Göppingen und andere). Beim Stadtbrand vom 7. Juli 1742 brannte zusammen mit einem Großteil der Stadt auch die Evangelische Stadtkirche nieder.

### Entstehungs- und Baugeschichte
Der württembergische Oberbaudirektor Johann Christoph David von Leger war nicht nur für den Wiederaufbau der Stadt Wildbad zuständig, sondern er errichtete in den Jahren 1746–1750 die heutige Stadtkirche in spätbarockem Stil mit protestantischer Prägung. Ende des Jahres 1743 legte er dem Kirchenrat einen ersten Entwurf für die Kirche vor, der aber aus Kostengründen nicht realisiert wurde. 1744 zeichnete Leger verschiedene Entwürfe, darunter auch den realisierten Ovalsaal mit der geschwungenen Fassade, der von den herzoglichen Behörden im selben Jahr genehmigt wurde. 1746 wurde der Bauplatz vorbereitet und der Grundstein für den Bau der Kirche gelegt. Nachdem der Kirchenrat mit Blick auf die Kosten von Leger verlangt hatte, die Kirche ohne Turm zu errichten, legte Herzog Carl Eugen fest, dass die Kirche mitsamt Turm erbaut werden sollte. 1747 war der Kirchenraum als Predigtkirche mit Drei-Seiten-Empore und Kanzelaltarwand hochgezogen und 1748 erfolgte der Bau des Turms. Am 29. November 1748 stürzte der Turm jedoch ein, da zu kleine Steine verwendet worden waren. 1749–1750 wurde der Turm erneut errichtet und mit welscher Haube abgeschlossen. Ende 1750 wurden in der Stadtkirche die ersten Gottesdienste gefeiert.
Bei den Renovierungen wurden in den Jahren 1870 und 1887 in der Hohlkehle und an der Decke Stuckornamente angebracht und die Wände mit Bordüren und Linien verziert. 1925 wurde eine Heizung eingebaut und die Lampen auf den Metallständern bei den Kirchenbänken errichtet. Bei dieser Gelegenheit wurden die Ornamente aus dem 19. Jahrhundert entfernt und stattdessen geometrische und ornamentale Malereien angebracht. 1952–1955 wurden bei der Renovierung nach dem Zweiten Weltkrieg die Malereien von 1925 entfernt. Ein neuer Altar sowie ein neuer Taufstein wurden aufgestellt sowie die Sgraffitobilder von Rudolf Yelin im Altarraum angebracht. 1986–1988 erfolgte eine Außen- und Innensanierung, bei der auch statische Sicherungsmaßnahmen durchgeführt wurden. Im Innern erhielt die Kirche ihre barocke Raumfassung zurück.

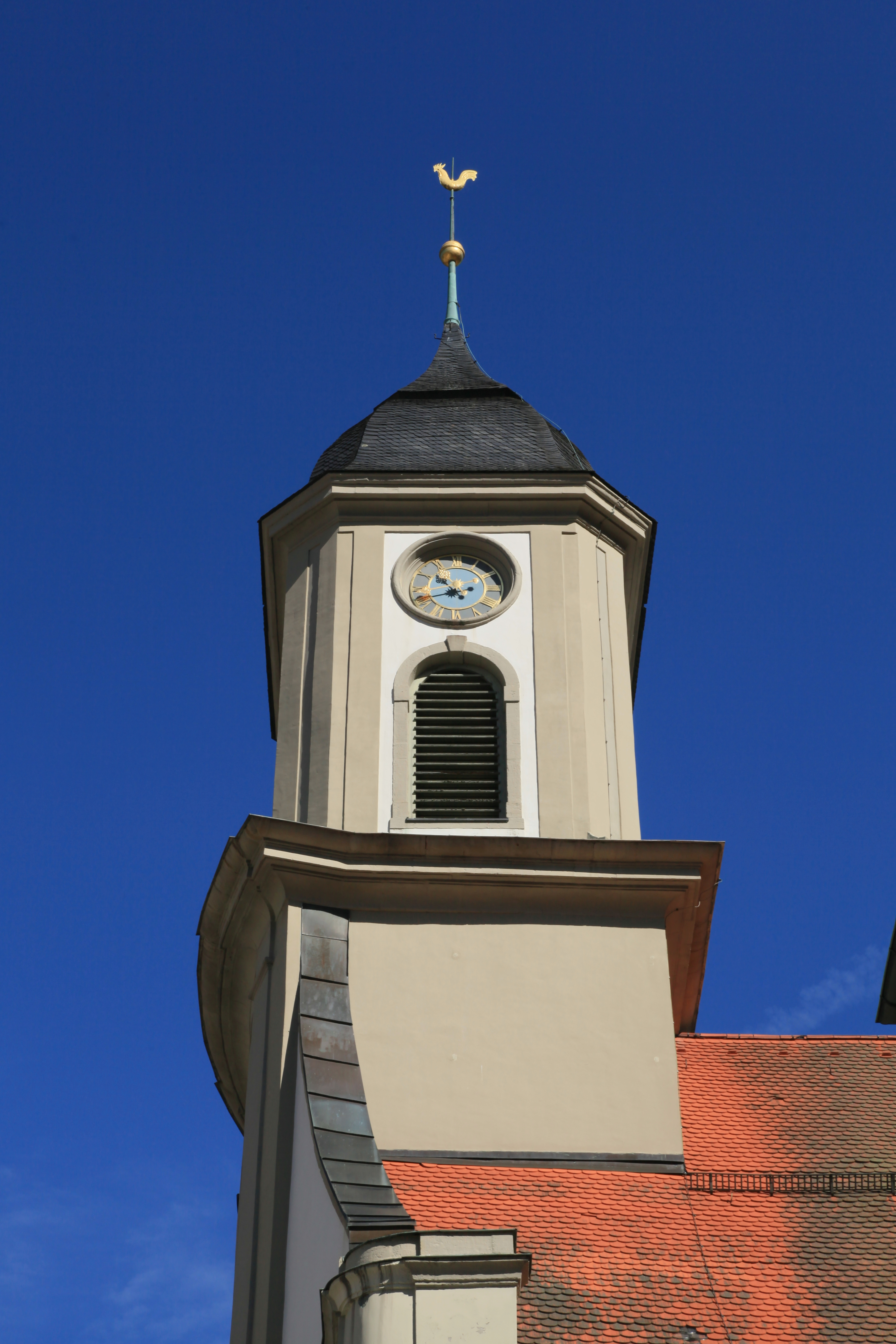
Kirchturm

## Baubeschreibung

### Kirchturm und Äußeres
Die Stadtkirche steht am Kurplatz und zeigt von außen ihren ovalen Grundriss, dem eine geschwungene, dreiachsige Turmfront vorgelagert ist. Die Gliederung der Fassade ist seit der Renovierung in den 1980er Jahren in grauen, bräunlichen und weißen Farbtönen gehalten. Der Turm ist konvex nach vorne geschwungen und wird im ersten Obergeschoss durch zwei toskanische Pilaster gegliedert, die ein Gurtgesims tragen. Zwei konkave Anschwünge binden den Turm in die Fassade ein. Das zweite Obergeschoss des Turmes ist rechteckig und besitzt rundbögige Schallöffnungen für das vierstimmige Geläut sowie darüber die Zifferblätter der Turmuhr. Die welsche Haube ist mit Schiefer gedeckt und wird mit einer Kugel und einem vergoldeten Turmhahn bekrönt.
Die erste Uhr der Kirche fertigte der Hofuhrmacher Johann David Ruoff im Jahr 1747. Die ursprünglichen Glocken wurden von der Stuttgarter Glockengießerei Gottlieb Jakob Rechle erstellt. Von den drei Glocken erhielt die größte die Inschrift Gratia Caroli Ducis Württembergiae Anno 1747 („Durch die Gnade des Herzogs Carl von Württemberg 1747“). Da die ursprünglichen Glocken in den beiden Weltkriegen ausgebaut und eingeschmolzen wurden, erhielt die Stadtkirche 1950 ihr heutiges, vierstimmiges Geläut. Die Glocken erklingen in der Tonreihe des Te Deums mit den Schlagtönen dis, fis, gis und h.

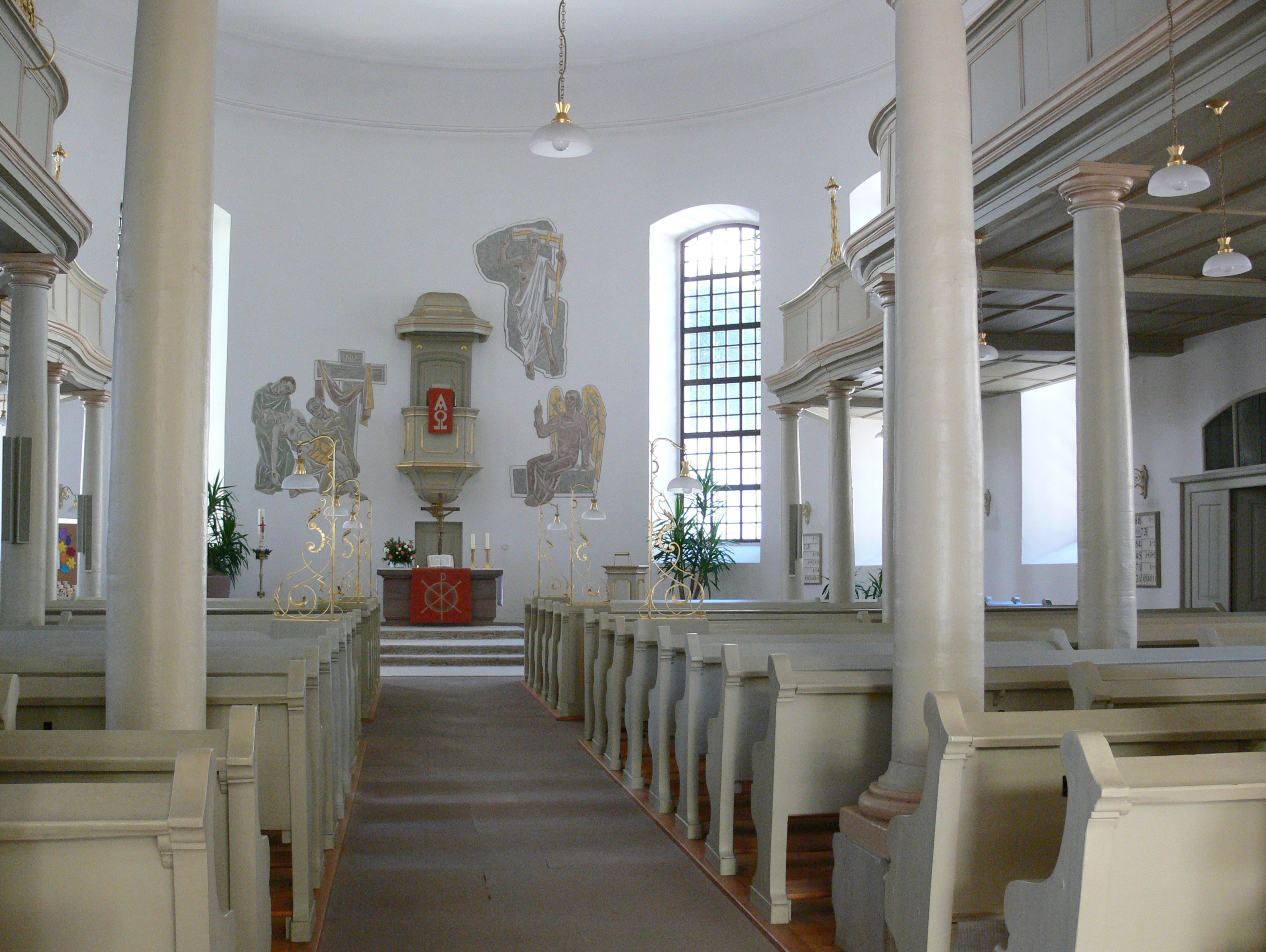
Innenansicht

### Innenraum und künstlerische Ausstattung
Der ovale Innenraum wurde bei der Sanierung von 1986–1988 aufgrund von Farbresten in der barocken Farbgebung rekonstruiert. Die Farben Weiß, Grau und Gold bestimmen den Raum und verleihen ihm sein vornehmes, fast schon klassizistisches Gepräge. Als evangelischer Predigtsaal ist der Innenraum auf die hinter dem Altar an der Wand angebrachte Kanzel ausgerichtet. Diese stammt aus dem 18. Jahrhundert und ist aus Holz gefertigt, der Altar und der Taufstein (beide aus dem Jahr 1954) wurden aus Dieterswiler Sandstein gehauen. Das bronzene Altarkruzifix stammt von Jakob Brüllmann aus dem Jahr 1929.
Die Wandbilder über dem Altar wurden von Rudolf Yelin dem Jüngeren, Stuttgart, gemalt. Sie stammen von 1954 und thematisieren das Ostergeschehen: Links ist die Abnahme des toten Christus vom Kreuz zu sehen, rechts ein Engel, der auf dem leeren Grab Christi sitzt, darüber in der Mitte Christi Himmelfahrt.

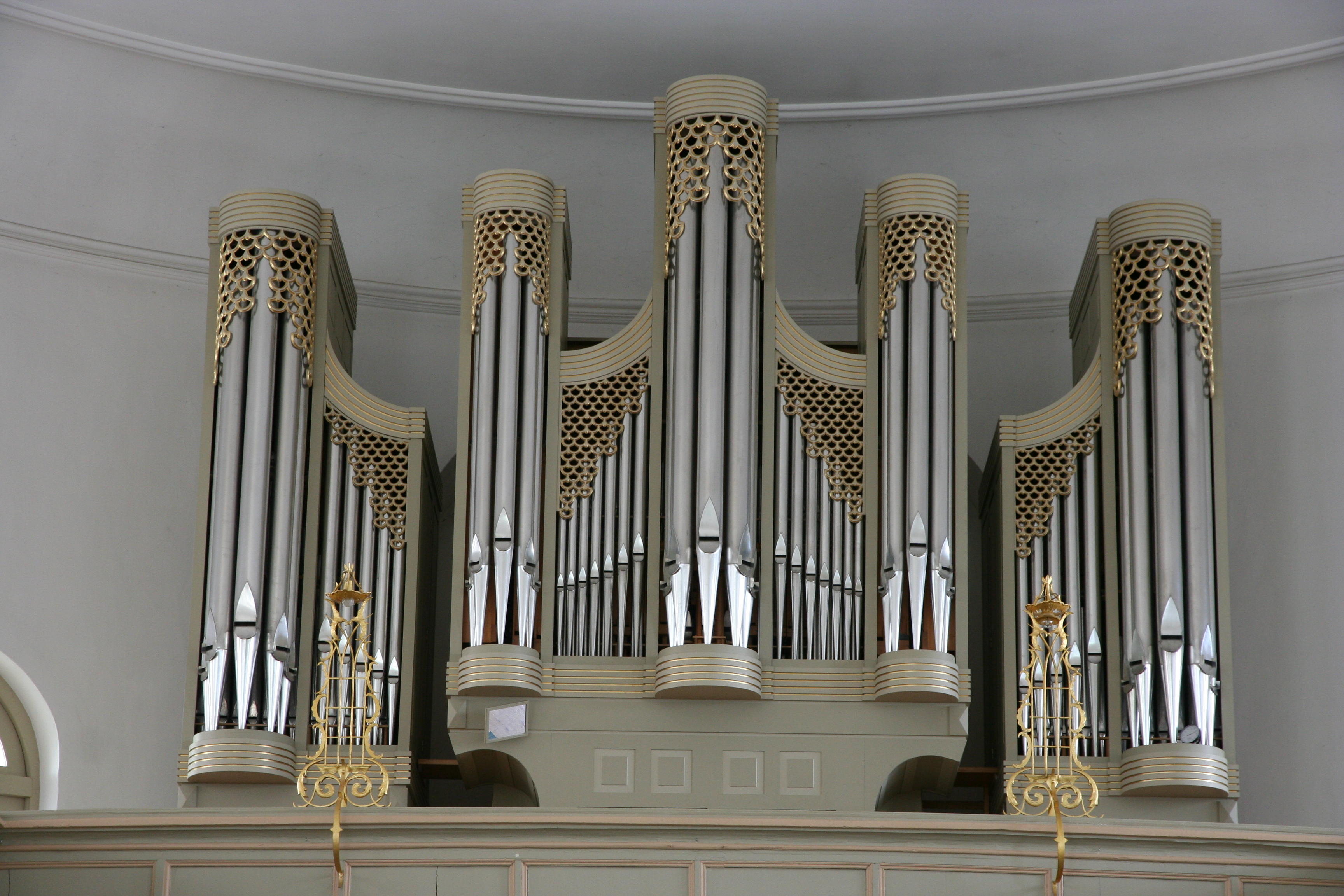
Plum-Orgel von 1989

### Orgel
1747 erhielt der Stuttgarter Orgelmacher Georg Heinrich Knauss von Architekt Leger den Auftrag für die Orgel der Stadtkirche. 1889 wurde in die Kirche eine Orgel von Eberhard Friedrich Walcker, Ludwigsburg, mit neugotischem Prospekt eingebaut. 1954 wurde von der Firma Hess, Karlsruhe-Durlach eine neue Orgel mit einem Prospekt aus Zinnpfeifen aufgestellt.
Die heutige Orgel stammt aus dem Jahr 1989 und wurde von der Firma Plum, Marbach, erstellt. Sie besitzt 27 klingende Register, 10 im Hauptwerk, 11 im Positivwerk, 6 im Pedal. Die Disposition lässt die räumliche Nähe zum Elsass erkennen, die Stimmung folgt Billeter III. Der Prospekt gliedert sich in einen fünffeldrigen Mittelteil, der von den beiden Pedaltürmen flankiert ist.
| I Hauptwerk C-g3 |                  |         |
| 01.              | Bourdon          | 16′     |
| 02.              | Prinzipal        | 08′     |
| 03.              | Rohrflöte        | 08′     |
| 04.              | Oktave           | 04′     |
| 05.              | Spitzflöte       | 04′     |
| 06.              | Quinte           | 02 1⁄3′ |
| 07.              | Dublette         | 02′     |
| 08.              | Cornett V (ab b) | 08′     |
| 09.              | Mixtur IV        | 02′     |
| 10.              | Trompete         | 08′     |
|                  | Tremulant        |         |

| II Positiv C-g3 |                     |        |
| 11.             | Bourdon             | 8′     |
| 12.             | Salicional (ab b) 0 | 8′     |
| 13.             | Schwebung           | 8′     |
| 14.             | Praestant           | 4′     |
| 15.             | Traversflöte        | 4′     |
| 16.             | Nasat               | 2 ⁄3′  |
| 17.             | Oktave              | 2′     |
| 18.             | Terz                | 1 3⁄5′ |
| 19.             | Sifflet             | 1′     |
| 20.             | Mixtur III          | 1 ⁄3′  |
| 21.             | Cromorne            | 8′     |
|                 | Tremulant           |        |

| Pedal C-f1 |            |        |
| 22.        | Subbass    | 16′    |
| 23.        | Oktavbass  | 08′    |
| 24.        | Gemsbass   | 08′    |
| 25.        | Choralbass | 04′+2′ |
| 26.        | Trompete   | 08′    |
| 27.        | Clarine    | 04′    |

- Koppeln: II/I, I/P, II/P